# Arboretum Al Gaulhia
El Arboreto Al Gaulhia (en francés: Arboretum Al Gaulhia,  también llamado Arboretum de Espartignac), es un arboreto de 10 hectáreas de extensión, que se encuentra en Espartignac, Francia.
La comuna de Espartignac, le debe su nombre a « Spartinius », antiguo propietario galo-romano.
Así mismo la fuerte presencia de agua en todas sus formas también se refleja en el nombre de aquel lugar. De hecho, su etimología celta « Al Gaulhia » define bien el lugar.

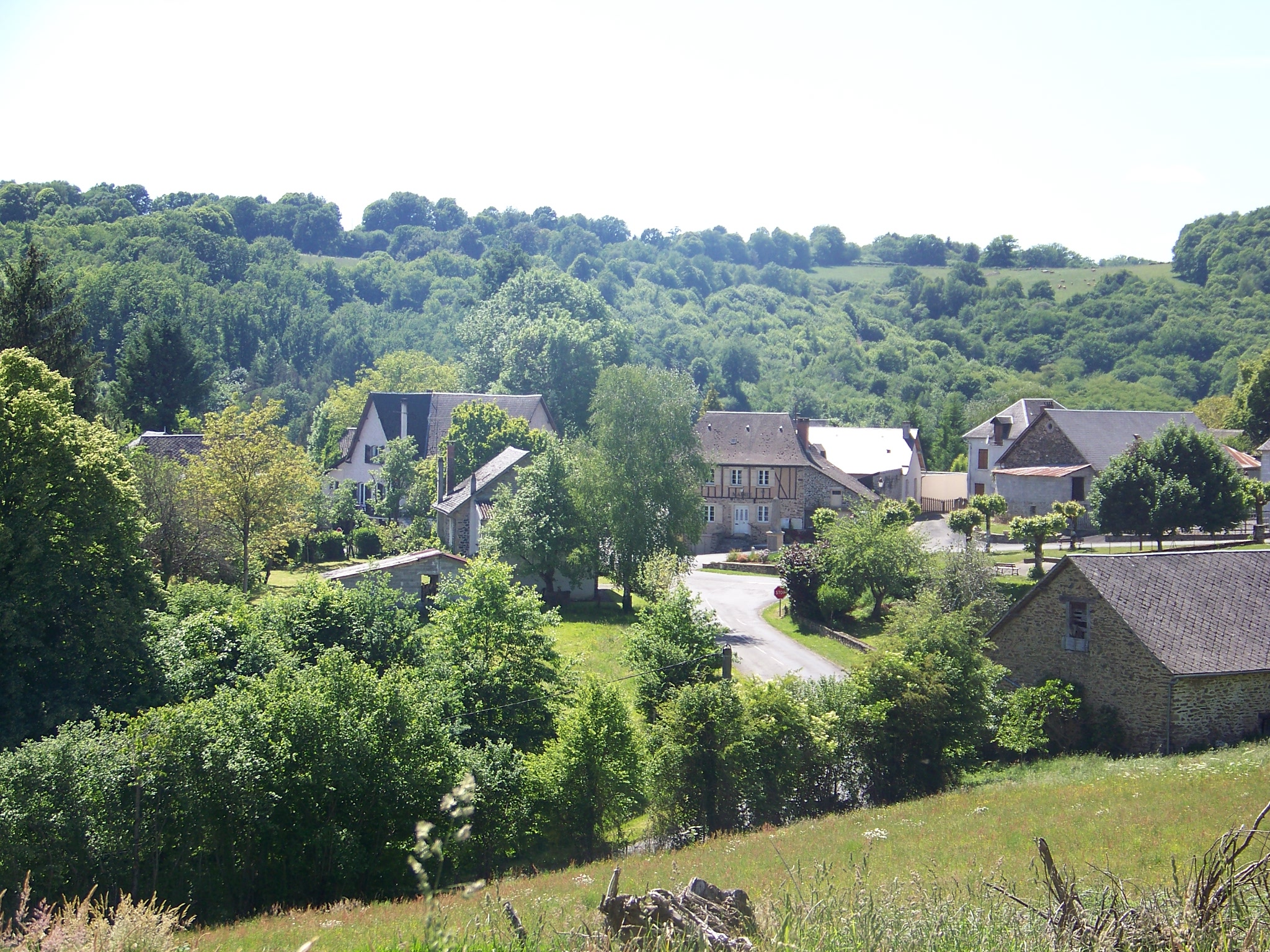
El entorno del arboreto de Espartignac.

## Localización
El arboreto se ubica en Espartignac se encuentra en el centro oeste de Francia, en el borde occidental del « Massif central ».
Espartignac se encuentra en línea recta, a 4 km al sureste de Uzerche, 28 km al noroeste de la  Prefectura de Tulle, 37 km al norte de Brive-la-Gaillarde y a 382 km de Paris.
Autovía A20, salida 45 en la rotonda los "baladours" hacia Espartignac
Arboretum Al Gaulhia 19140 Espartignac, Département de Corrèze, Limousin, France-Francia.
Planos y vistas satelitales.45°24′56″N 1°35′47″E / 45.41556, 1.59639
Está abierto al público y se paga tarifa de visita. Está abierto de 15 de junio a 31 de agosto.

## Historia
Originalmente propiedad productora de alimentos, la misma familia ha vivido y trabajado en este lugar durante cinco generaciones. 
Esta tierra agrícola se convirtió en sitio de conservación y desarrollo de especies bajo el liderazgo de su actual propietario, un apasionado de la naturaleza.
Este parque ajardinado de estilo paisajista, fue inaugurado en 2011 y fue clasificado "ensemble arboré remarquable" en 2014.

## Colecciones
El arboreto alberga: 
- Arboreto, con más de 600 árboles y arbustos diferentes,
- Turberas,
- Lagunas, con colecciones de nenúfares, y lotos
- Tierras altas secas y humedales en los que se pueden admirar una gran diversidad de flora y fauna.
- Colección de bambús, con más de 60 especies.
- Colección de diversas gramíneas.[4]

Unos viejos castaños ostentan la etiqueta de « Arbres remarquables de France »,